# Seedorf FR
Seedorf ist ein Weiler der Gemeinde Prez FR im Schweizer Kanton Freiburg. Bis 2019 war es Teil der Gemeinde Noréaz FR. Es liegt am gleichnamigen See Lac de Seedorf (Seedorfsee). Zum ersten Mal wurde der Weiler 1143 als Sedors erwähnt.
Am Ufer des Sees wurden Spuren von mesolithischen und neolithischen Siedlungen gefunden. Während des Mittelalters herrschte Montagny über den Weiler. Streitkräfte Freiburgs brannten 1448 Seedorf nieder.
Es gibt in dem Weiler die Kapelle Saint-Nicolas und ein Schloss.